# Niederkassel
Niederkassel település Németországban, azon belül Észak-Rajna-Vesztfália tartományban. Lakosainak száma 39 424 fő (2023. december 31.). Niederkassel Bornheim és Troisdorf községekkel határos.

## Népesség
A település népességének változása:
| Lakosok száma | 24 327 | 38 057 | 38 218 | 38 694 | 39 281 | 39 424 |
|               | 1975   | 2017   | 2019   | 2021   | 2022   | 2023   |